# Gleizé
Gleizé és un municipi francès situat al departament del Roine i a la regió d'Alvèrnia-Roine-Alps. L'any 2007 tenia 7.766 habitants.

## Demografia

### Població
El 2007 la població de fet de Gleizé era de 7.766 persones. Hi havia 3.042 famílies de les quals 840 eren unipersonals (281 homes vivint sols i 559 dones vivint soles), 916 parelles sense fills, 1.037 parelles amb fills i 249 famílies monoparentals amb fills.
La població ha evolucionat segons el següent gràfic:
Habitants censats

### Habitatges
El 2007 hi havia 3.280 habitatges, 3.085 eren l'habitatge principal de la família, 27 eren segones residències i 168 estaven desocupats. 1.666 eren cases i 1.608 eren apartaments. Dels 3.085 habitatges principals, 1.654 estaven ocupats pels seus propietaris, 1.390 estaven llogats i ocupats pels llogaters i 41 estaven cedits a títol gratuït; 129 tenien una cambra, 165 en tenien dues, 591 en tenien tres, 982 en tenien quatre i 1.219 en tenien cinc o més. 2.142 habitatges disposaven pel capbaix d'una plaça de pàrquing. A 1.449 habitatges hi havia un automòbil i a 1.279 n'hi havia dos o més.

### Piràmide de població
La piràmide de població per edats i sexe el 2009 era:
| Homes | Edats   | Dones |
| ----- | ------- | ----- |
| 4     | 95 o +  | 20    |
| 0     | 90 a 94 | 40    |
| 40    | 85 a 89 | 64    |
| 20    | 80 a 84 | 40    |
| 112   | 75 a 79 | 112   |
| 76    | 70 a 74 | 156   |
| 136   | 65 a 69 | 168   |
| 160   | 60 a 64 | 192   |
| 208   | 55 a 59 | 156   |
| 360   | 50 a 54 | 340   |
| 320   | 45 a 49 | 348   |
| 236   | 40 a 44 | 320   |
| 316   | 35 a 39 | 284   |
| 252   | 30 a 34 | 360   |
| 204   | 25 a 29 | 200   |
| 237   | 20 a 24 | 256   |
| 360   | 15 a 19 | 301   |
| 328   | 10 a 14 | 320   |
| 352   | 5 a 9   | 292   |
| 220   | 0 a 4   | 216   |

## Economia
El 2007 la població en edat de treballar era de 5.041 persones, 3.479 eren actives i 1.562 eren inactives. De les 3.479 persones actives 3.128 estaven ocupades (1.607 homes i 1.521 dones) i 351 estaven aturades (173 homes i 178 dones). De les 1.562 persones inactives 548 estaven jubilades, 478 estaven estudiant i 536 estaven classificades com a «altres inactius».

### Ingressos
El 2009 a Gleizé hi havia 3.000 unitats fiscals que integraven 7.695 persones, la mediana anual d'ingressos fiscals per persona era de 18.222 €.

### Activitats econòmiques
Dels 362 establiments que hi havia el 2007, 2 eren d'empreses extractives, 2 d'empreses alimentàries, 2 d'empreses de fabricació de material elèctric, 32 d'empreses de fabricació d'altres productes industrials, 57 d'empreses de construcció, 94 d'empreses de comerç i reparació d'automòbils, 11 d'empreses de transport, 13 d'empreses d'hostatgeria i restauració, 6 d'empreses d'informació i comunicació, 12 d'empreses financeres, 10 d'empreses immobiliàries, 44 d'empreses de serveis, 58 d'entitats de l'administració pública i 19 d'empreses classificades com a «altres activitats de serveis».
Dels 80 establiments de servei als particulars que hi havia el 2009, 1 era una funerària, 9 tallers de reparació d'automòbils i de material agrícola, 1 autoescola, 12 paletes, 19 guixaires pintors, 10 fusteries, 8 lampisteries, 4 electricistes, 1 empresa de construcció, 3 perruqueries, 1 veterinari, 6 restaurants, 3 agències immobiliàries i 2 salons de bellesa.
Dels 14 establiments comercials que hi havia el 2009, 1 era un hipermercat, 1 una fleca, 2 llibreries, 1 una botiga de roba, 2 botigues de mobles, 3 botigues de material esportiu, 1 un drogueria i 3 floristeries.
L'any 2000 a Gleizé hi havia 55 explotacions agrícoles que ocupaven un total de 481 hectàrees.

## Equipaments sanitaris i escolars
El 2009 hi havia 1 hospital de tractaments de curta durada, 1 hospital de tractaments de mitja durada (seguiment i rehabilitació), 2 psiquiàtrics, 1 centre d'urgències, 1 maternitat, 3 farmàcies i 1 ambulància.
El 2009 hi havia 2 escoles maternals i 4 escoles elementals.

## Poblacions més properes
El següent diagrama mostra les poblacions més properes.